# Sappaphis piri
Sappaphis piri är en insektsart. Sappaphis piri ingår i släktet Sappaphis och familjen långrörsbladlöss. Inga underarter finns listade i Catalogue of Life.